# Чернев (Ивано-Франковская область)
Че́рнев (укр. Чернів) — село в Букачёвской поселковой общине Ивано-Франковского района Ивано-Франковской области Украины.
Население по переписи 2001 года составляло 616 человек. Занимает площадь 13,597 км². Почтовый индекс — 77062. Телефонный код — 03435.